# Felix Großschartner
Felix Großschartner (født 23. december 1993 i Wels) er en professionel cykelrytter fra Østrig, der er på kontrakt hos UAE Team Emirates XRG.
Großschartners første sejr på World Touren kom 20. april 2019 på 5. etape af Tyrkiet Rundt 2019. Samtidig overtog han også løbets førertrøje fra holdkammerat Sam Bennett. Dagen efter sikrede han sig den samlede sejr, hvilket var Bora-Hansgrohes første WorldTour-etapeløbs sejr i hele holdets levetid.